# Mikołajki (Osada leśna)
Mikołajki (Osada leśna) (deutsch Nikolaiken, Forsthaus) ist eine kleine Siedlung in der polnischen Woiwodschaft Ermland-Masuren und gehört zur Stadt- und Landgemeinde Mikołajki (Nikolaiken) im Powiat Mrągowski (Kreis Sensburg).

## Geographische Lage
Die kleine Waldsiedlung Mikołajki liegt zwei Kilometer südlich der Stadt Mikołajki im Norden des Landschaftsschutzparks Masuren (polnisch: Mazurski Park Krajobrazowy), 19 Kilometer südöstlich der Kreisstadt Mrągowo (deutsch Sensburg) inmitten der Woiwodschaft Ermland-Masuren.

## Geschichte
Die Försterei Nikolaiken gehörte bis 1945 zum Staatsforst Nikolaiken im Kreis Sensburg. 1874 kam der Gutsbezirk Nikolaiken, Forst zum Amtsbezirk Nikolaiken, der nach 1931 in „Amtsbezirk Bubrowko“ (polnisch Bobrówko) und 1938 in „Amtsbezirk Biebern“ umbenannt wurde und zur preußischen Provinz Ostpreußen gehörte.
Am 30. September 1929 schloss sich der Gutsbezirk Nikolaiken, Forst mit den Forstgutsbezirken Kruttinnen (polnisch Krutyń), Guszianka (1938 bis 1945 Guschienen, polnisch Guzianka), Pfeilswalde (polnisch Pilnic, nicht mehr existent) und Ratzeburg (polnisch Racibórz) zum neuen Gutsbezirk „Johannisburger Heide, Anteil Sensburg, Forst“ zusammen.
Nachdem das Forsthaus Nikolaiken 1945 in Kriegsfolge mit dem gesamten südlichen Ostpreußen an Polen abgetreten wurde, erhielt die kleine Siedlung die polnische Namensform „Mikołajki (osada leśna)“ und ist heute eine Ortschaft innerhalb der Stadt- und Landgemeinde Mikołajki (Nikolaiken) im Powiat Mrągowski (Kreis Sensburg), bis 1998 der Woiwodschaft Suwałki, seither der Woiwodschaft Ermland-Masuren zugehörig.

## Kirche
Bis 1945 war die Forsthaussiedlung Nikolaiken in die evangelische Pfarrkirche Nikolaiken sowie in die katholische Pfarrkirche Sensburg eingegliedert. Heute gehört die Osada leśna Mikołajki in Bezug auf beide Konfessionen nach Mikołajki.

## Verkehr
Die Osada leśna Mikołajki ist über eine Nebenstraße zu erreichen, die von der Stadt Mikołajki bis nach Iznota (Isnothen) im Gebiet der Stadt- und Landgemeinde Ruciane-Nida (Rudczanny, 1938 bis 1945 Niedersee – Nieden) führt. Ein Anschluss an das Schienennetz besteht nicht.